# Улица Веэренни
У́лица Ве́эренни (эст. Veerenni tänav) — улица в Таллине, столице Эстонии.

## География
Пролегает в микрорайоне Веэренни городского района Кесклинн. Начинается от улицы Лийвалайа, пересекается с улицами Рави, Татари, Вана-Веэренни, Херне, Тийу, Таре, Кауна, Ыйльме, Варре, после кругового перекрёстка с улицей Техника — с улицами Тээкоя, Виадукти, Ведури, Луйте, Веэренни пыйк и заканчивается на перекрёстке с улицей Ярвевана.
Протяжённость — 1160 метров.

## История
Название улицы в письменных источниках разных лет:
- 1885, 1908 и 1938 год — эст. Veerenni tänav;
- 1893 год — нем. Wasserleitungsgasse;
- 1907 год — нем. Alte Wasserleitungsstraße;
- 1907 и 1916 год — Водопроводная улица;
- 1942 год — нем. Wasserleitungstraße.

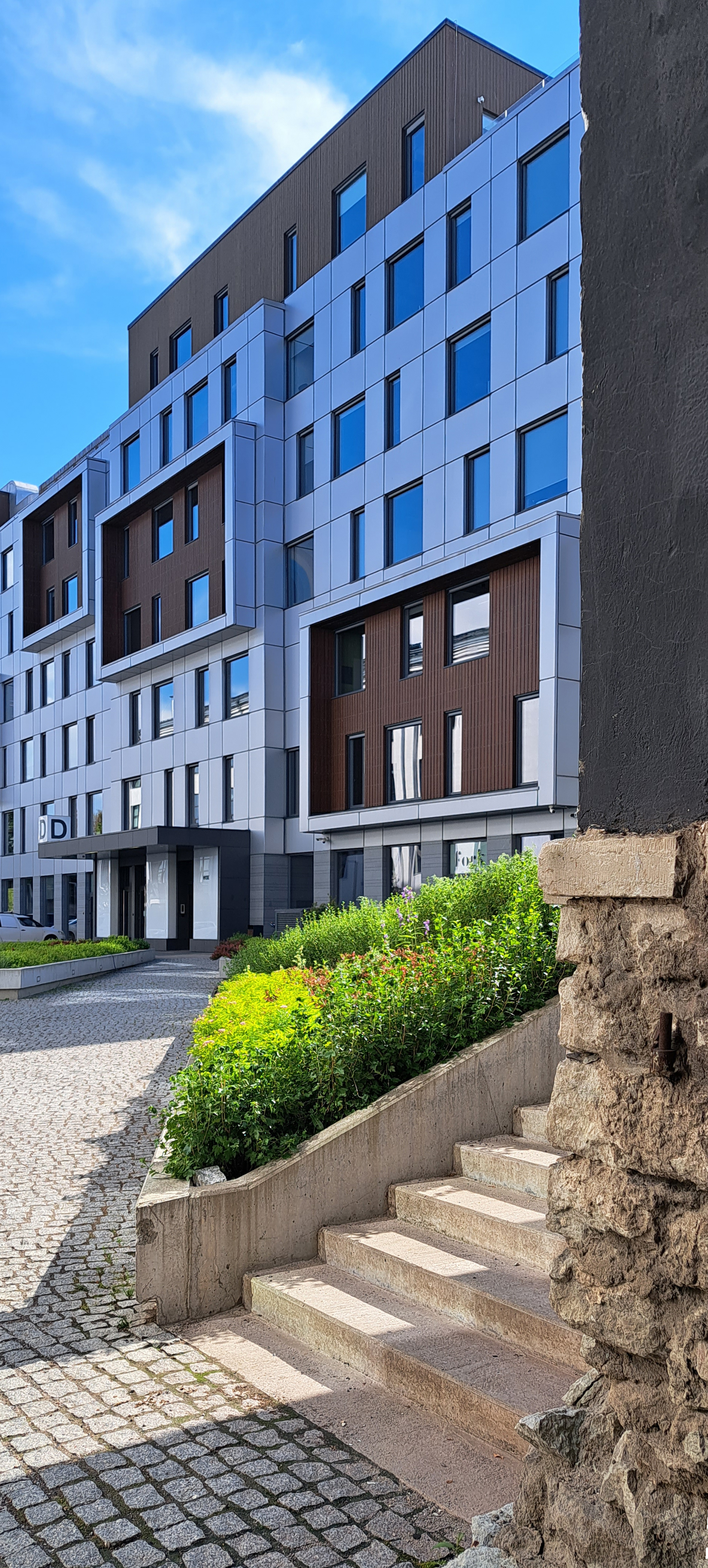
Ул. Веэренни, дом 24/1, построен в 2016 году

Улица получила своё название в честь водного канала, который начинался от средневекового пруда мельницы Юлемисте. Разрешение на строительство этого канала 29 сентября 1345 года дал король Дании Вальдемар IV. Канал снабжал питьевой водой Старый город. Длина водного канала составляла примерно 4 км, и он проходил по нынешним улицам Веэренни и Пеэтера Сюда до Харьюских ворот. От Харьюских ворот затем был построен канал длиной 1,5 км до Таллинского залива.
В доме 2a ранее работала Таллинская 2-я начальная школа. Здание было разрушено в ходе мартовской бомбардировки 1944 года.
В 1909 году для евангельских христиан в Веэренни была построена Таллинская Веэренниская церковь Таллинского евангелического прихода, которая после реконструкции и расширения в 1918 году стала одной из крупнейших деревянных церквей в континентальной Европе. В 1929 году церковь выкупили методисты, и с тех пор она стала называться методистской церковью. Первоначальный регистровый адрес церкви — ул. Веэренни 4а, который находился примерно между современными домами 4 и 6 на улице Вана-Веэренни. Церковь была разрушена во время бомбардировки в марте 1944 года.
В 1928 году по инициативе Хаима Каршенштейна по адресу ул. Веэренни 24 была основана мастерская по пошиву плащей, которая до 1940 года носила название «Gentleman». Она стала предшественницей Производственного швейного объединения «Балтика». В 1960 году с «Балтикой» был объединён 1-й цех Таллинской швейной фабрики и на улице Веэренни появилось новое производственное здание (дом 24). Фабрика была приватизирована в 1991 году, на её базе был создан концерн «Baltika Group». Производственная деятельность предприятия на улице Веэренни была прекращена в начале 2000-х годов, в здании бывшей фабрики открылись магазины, и началось создание офисно-жилого «Квартала Балтика» (эст. Baltika kvartal).
По адресу ул. Веэренни 29 работала Таллинская Механическая ткацкая фабрика, в советское время — фабрика Министерства лёгкой промышленности Эстонской ССР «Текстиль» («Tekstiil»).
В 2017 году на улице Веэренни и прилегающих к ней улицах (Пилле, Тийу и др.) началось возведение новых жилых домов, чем было положено начало созданию нового офисно-жилого квартала «Уус-Веэренни» (эст. Uus-Veerenni kvartal) в непосредственной близости от «Квартала Балтика». В 2020 году внутренний двор жилой зоны квартала Уус-Веэренни получил годовую премию Союза ландшафтных архитекторов Эстонии в категории дворовых пространств.

## Предприятия и организации

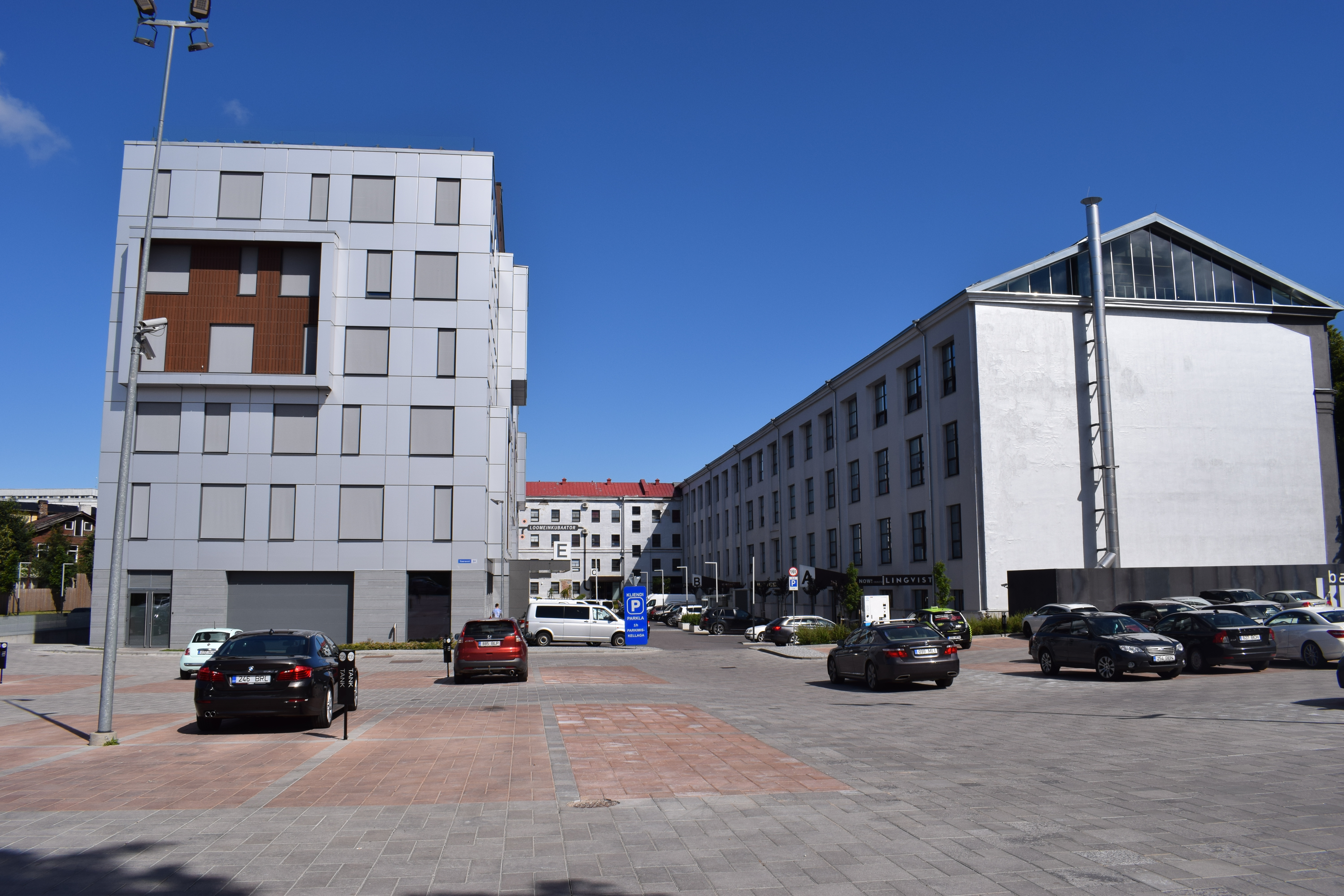
Улица Веэренни, дом 24 (справа) и дом 24а (слева, построен в 2016 г.), начало квартала «Балтика»

- Veerenni tn 24 — бывшее здание швейного ПО «Балтика», начало офисно-торгового квартала «Балтика».
- Veerenni tn 29a — спортивный клуб «Korrus 3»[11].
- Veerenni tn 38 — офис компании «Bolt».
- Veerenni tn 39 — офис рыболовецкой компании «Reyktal AS»[12].
- Veerenni tn 40a — офисное здание, построено в 2020 году.
- Veerenni tn 51 — Веэренниский филиал Центра спортивной медицины[13].
  - Veerenni tn 51 — частный медицинский центр «Confido»[14];
- Veerenni tn 53a — Центр здоровья Веэренни, построен в 2017 году[15]:
  - медицинская лаборатория «SYNLAB» — крупнейшая медицинская лаборатория в Эстонии, начавшая работу в 1995 году[16];
  - клиника эстетической медицины «Confido»[14];
  - витаклиника «Confido»[14];
  - центр музыкальной терапии[17].
- Veerenni tn 58 — дилер автомобилей «Subaru» «AS Mariine Auto»[18].
- Veerenni tn 65 — Центр торговой сети строительных материалов «ESPAK».

## Общественный транспорт
По улице курсируют городские автобусы маршрутов № 3, 16, 28, 39 и 73.

Улица Веэренни
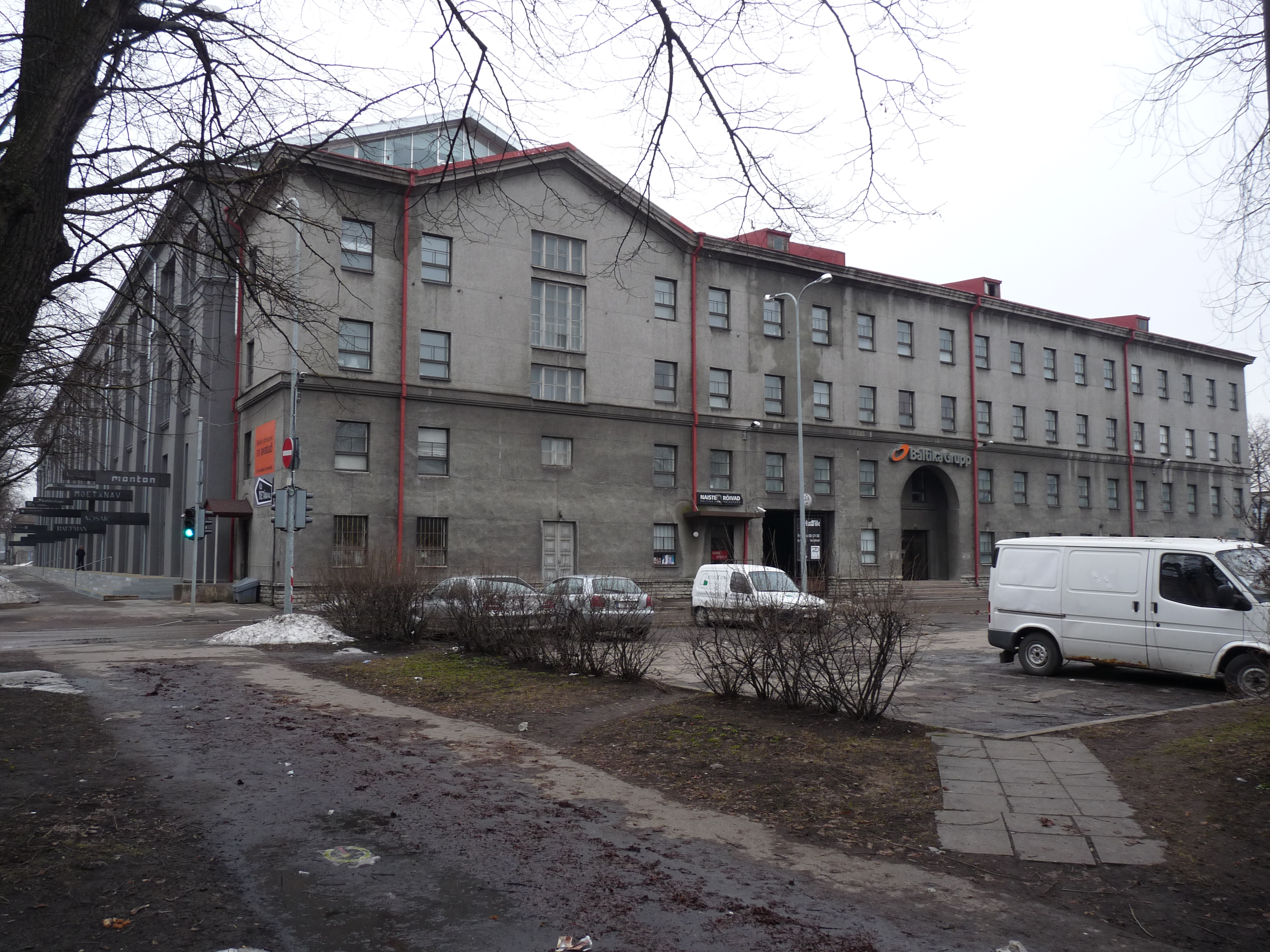
Дом 24, здание бывшего швейного ПО «Балтика», начало квартала «Балтика»
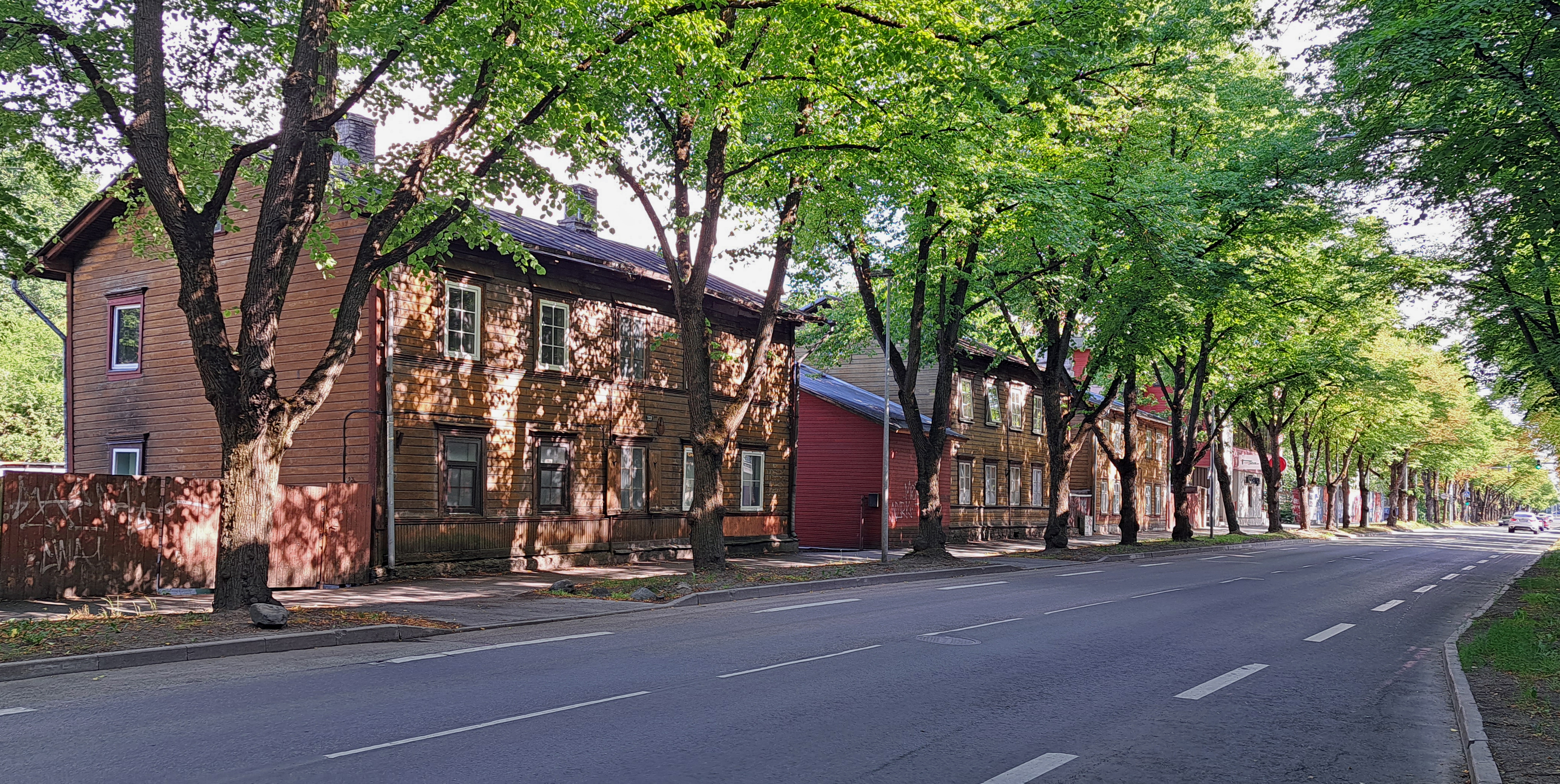
Дома 23 (1910 г.), 25 (1904 г.) и 27 (1940 г.)
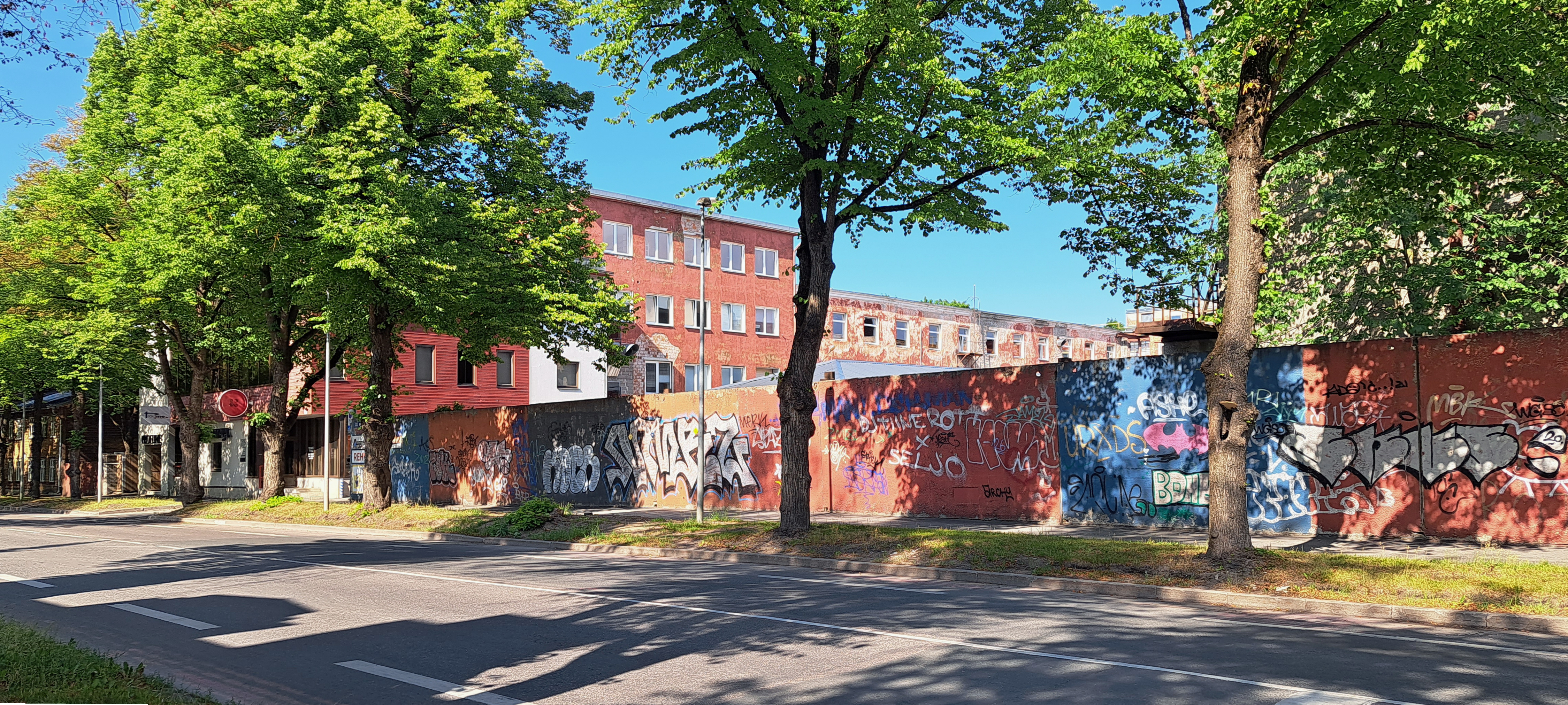
Дом 29, бывшая фабрика «Текстиль»
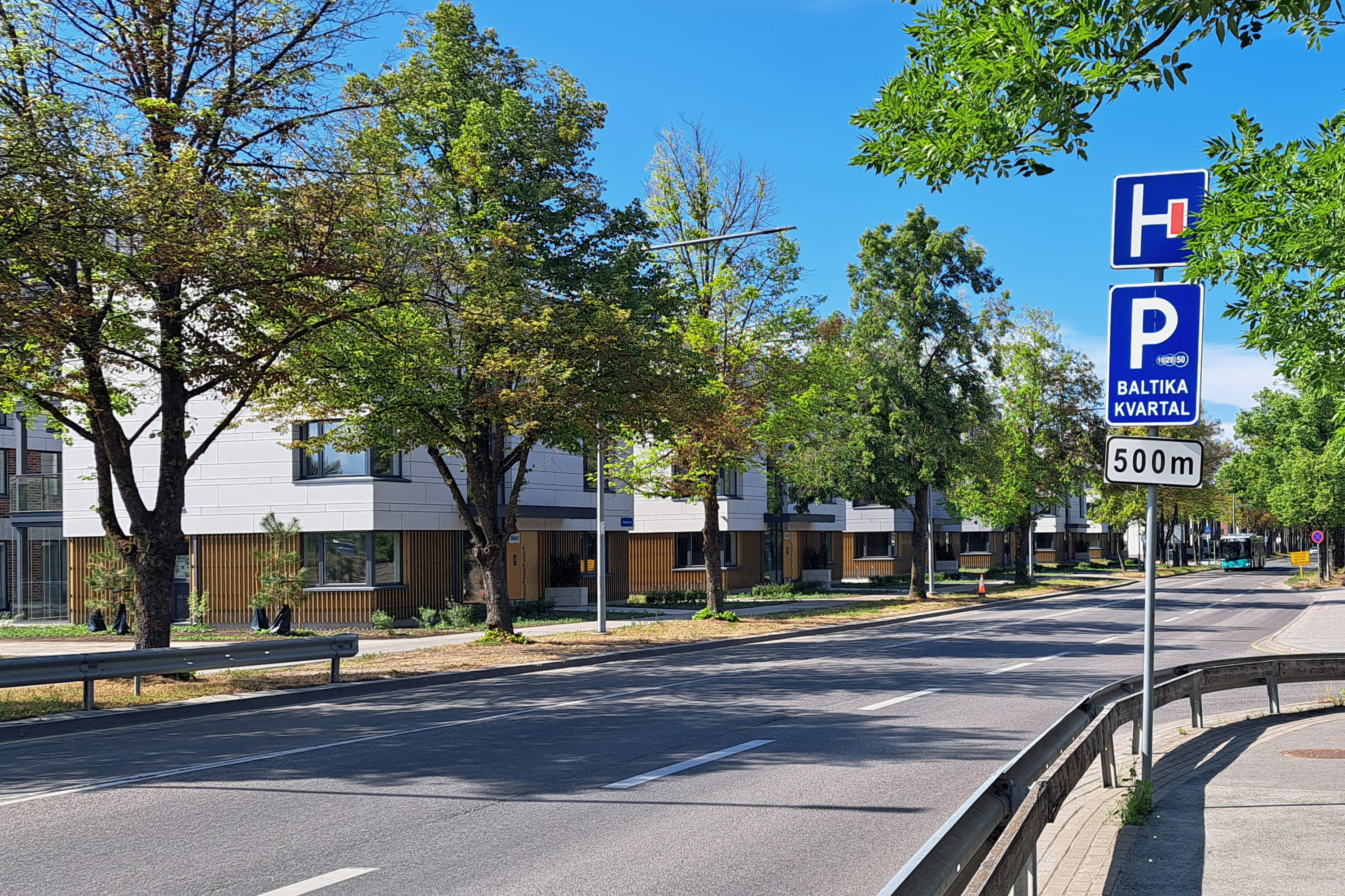
Конец квартала «Балтика», 2023 год
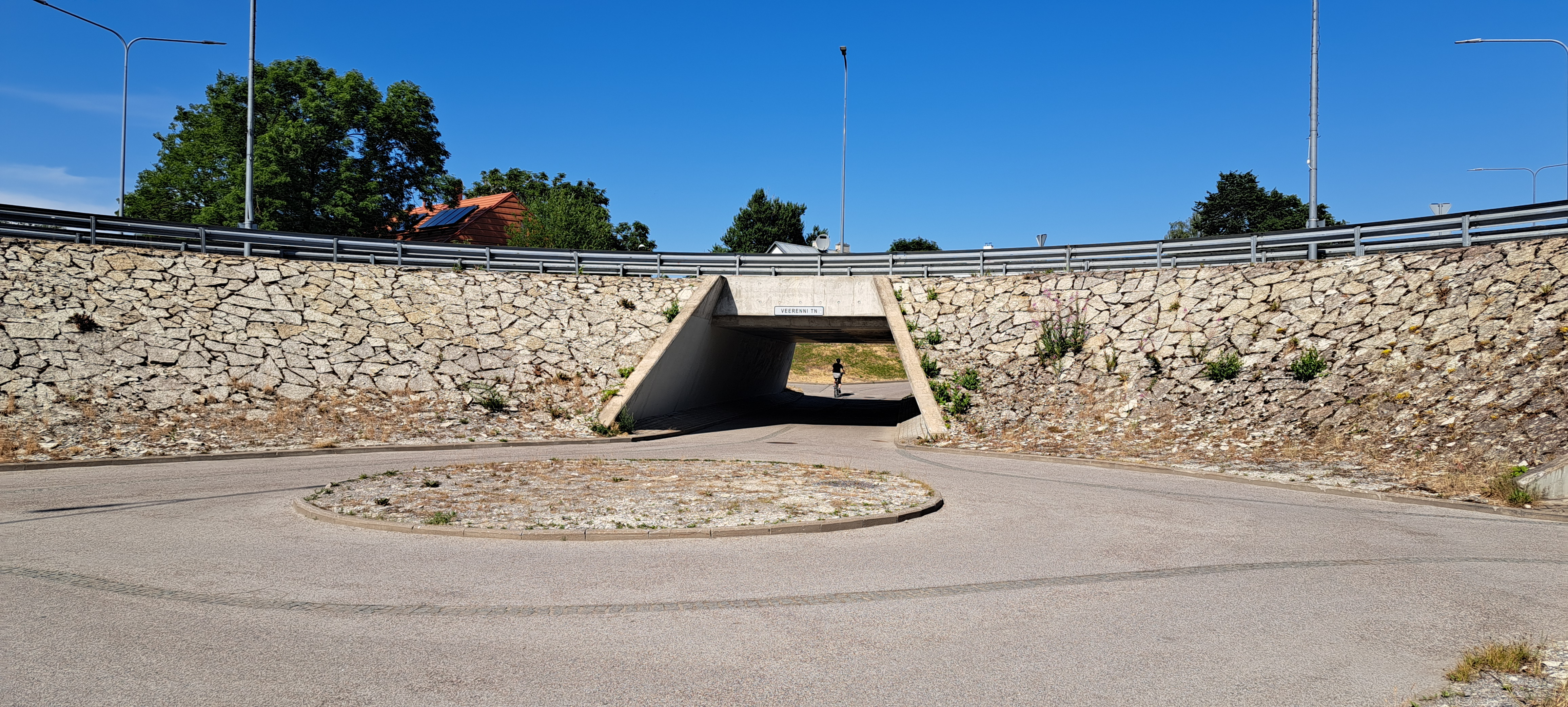
Пешеходный туннель Веэренни
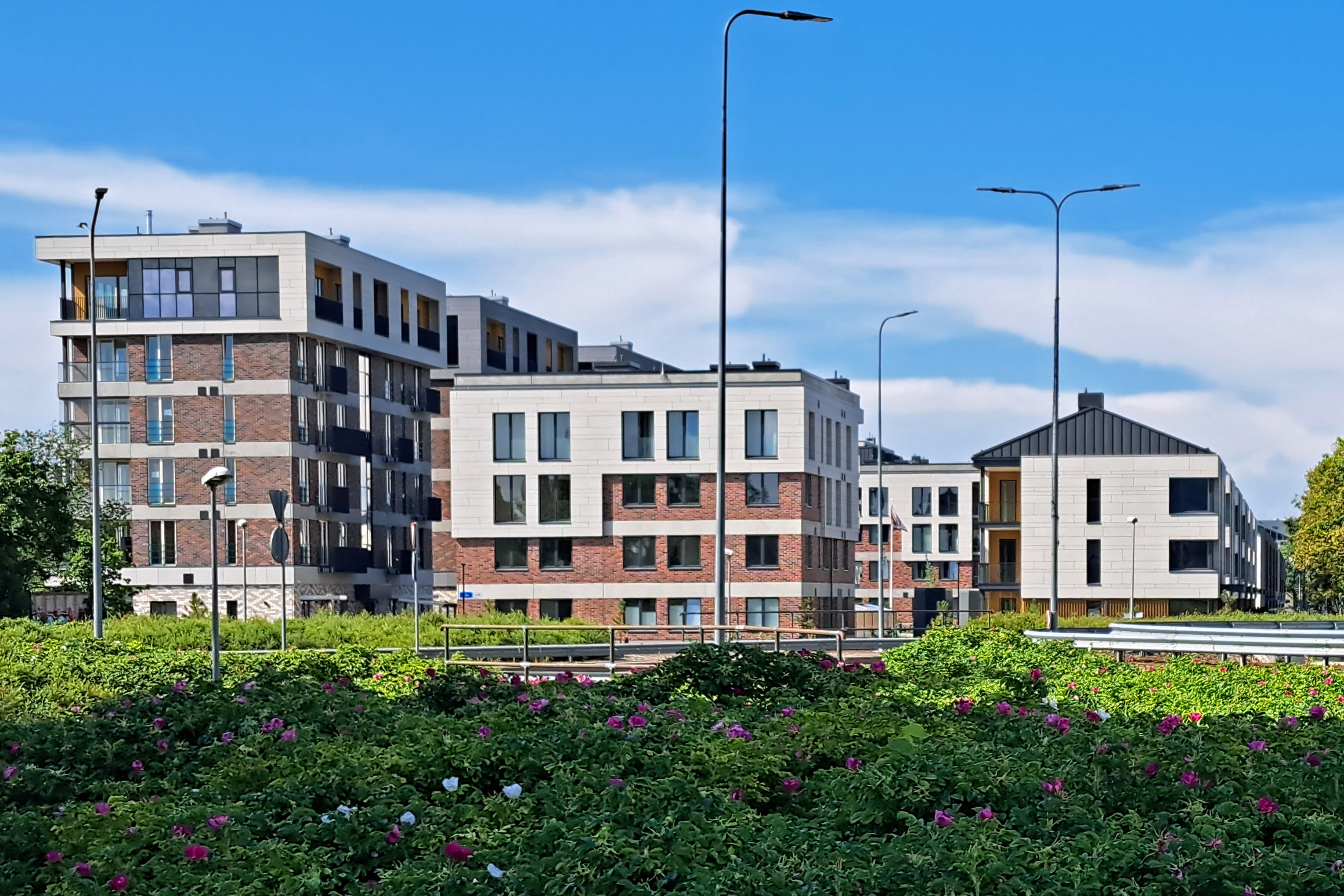
Дома квартала «Уус-Веэренни»
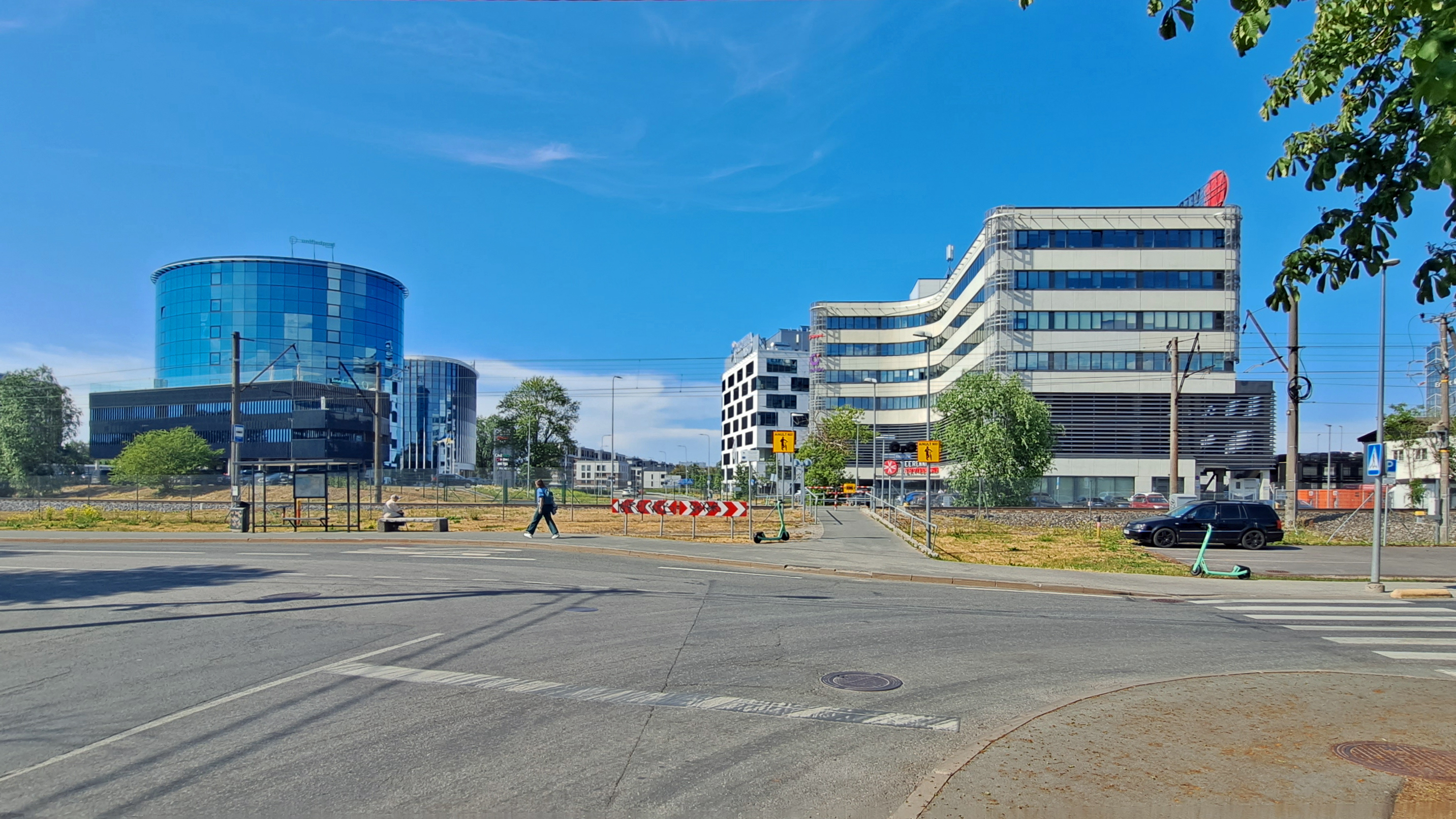
Железнодорожный переезд, слева дом 40a, справа дома 53а и 51
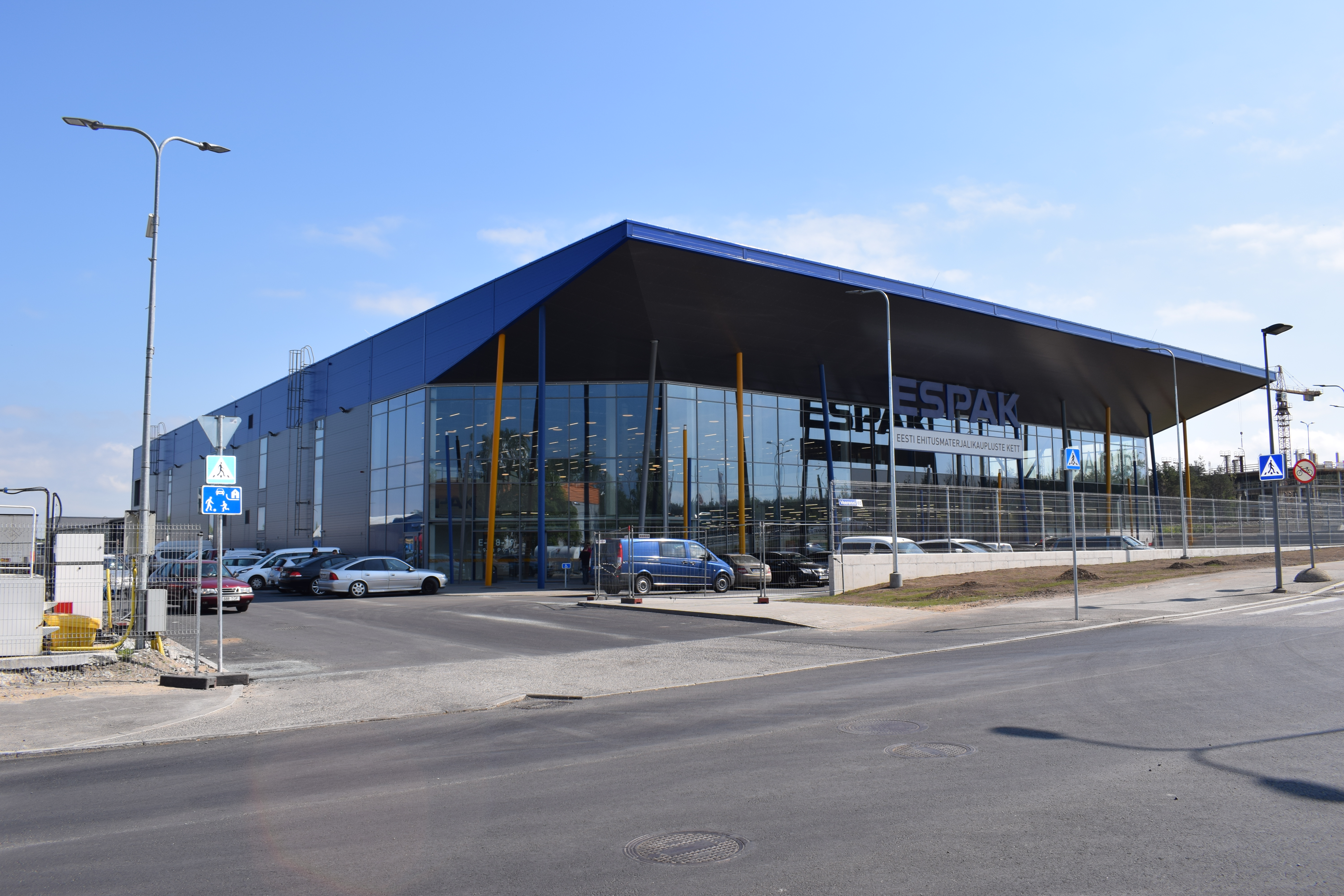
Дом 65, Центр торговой сети «ESPAK»